# Orde van Verdienste voor het Vaderland

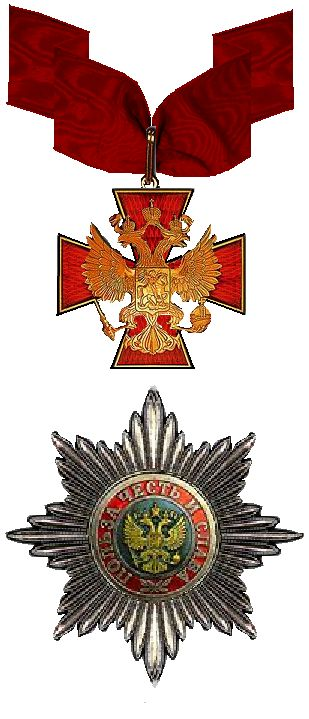
Kleinood en ster

De Orde van Verdienste voor het Vaderland (Russisch: Орден «За заслуги перед Отечеством», Orden Za zasloegi pered Otetsjestvom) werd op 2 maart 1994 in een presidentieel decreet ingesteld. De statuten omschrijven de orde als een "onderscheiding voor verdienste" en niet als een ridderorde.
De orde werd in 1998 aangewezen als de tweede onderscheiding na de Sint-Jorisorde die alleen in oorlogstijd wordt toegekend. De orde vereent een aantal karakteristieken van de oude Tsaristische orden. Het motto is dat van de Orde van Sint-Vladimir, het lint en het versiersel herinneren aan de Orde van Sint-Alexander Nevski. De orde is een duidelijke breuk met de socialistische orden van het voorgaande Sovjet-tijdperk.
De president van de Russische Federatie draagt de versierselen van de Bijzondere Klasse van deze orde. Dat zijn de gouden keten, het grootlint en de ster. Na zijn of haar aftreden mag de oud-president deze versierselen niet houden.
De enige benoeming in deze "Speciale Klasse" was in 1997 toen de Franse president Jacques Chirac met de keten werd onderscheiden. De ontwerper van het naar hem genoemde geweer, generaal-majoor B.D. Michail Kalasjnikov werd in 1997, in strijd met de regel dat iedereen eerst in de Vierde Klasse moet zijn benoemd, gedecoreerd met de Tweede Klasse. Tussen de eerste benoeming en een bevordering moet, net als bij het Franse Legioen van Eer een bepaalde periode verstrijken.
Wie alle vier de graden successievelijk heeft bezeten wordt naar oude Tsaristische traditie een "Cavalier van de Orde van Verdienste voor het Vaderland" genoemd. De dragers van de gouden Medaille der Ie Klasse komen voor het ridderkruis in aanmerking.

## Graden
- De orde heeft geen grootmeester.
- Bijzondere Klasse

De drager van deze graad draagt de keten van deze orde, de ster en het grootlint.
- Eerste Klasse

De Eerste Klasse komt overeen met een grootkruis. De dragers dragen een kleinood aan een breed lint over de rechterschouder en de grote ster van de orde.
- Tweede Klasse

De Tweede Klasse komt overeen met een grootofficier. De dragers dragen een kleinood aan een lint om de hals en een kleine ster van de orde.
- Derde Klasse

De Derde Klasse komt overeen met een commandeur. De dragers dragen een kleinood aan een lint om de hals.
- Vierde Klasse

De Vierde Klasse komt overeen met een Officier of ridder. De dragers dragen een kleinood als "steckkreuz" op de linkerborst.

## DeMedaille voor het dienen van het Moederland
- Medaille in Goud
- Medaille in Zilver

De medailles worden aan een lint op de linkerborst gedragen.

## Versierselen
- De keten van de orde is van goud. Negen schakels kregen de vorm van gekroonde gouden adelaars met twee koppen, negen schakels zijn rond en dragen een rood kruis met daaromheen een rode ring met het motto van de orde. Op de plaats waar het kleinood aan de keten hangt is een gouden lauwerkrans als verbindende schakel aangebracht.

- Het kleinood van de orde is van rood geëmailleerd goud of verguld zilver. Op het rode kruis is een gouden adelaar met twee koppen, een rood geëmailleerd Russisch wapenschild met een dravende zilveren ruiter op de borst, scepter en rijksappel gelegd. Er is geen verhoging in de vorm van een kroon of lauwerkrans. Op de keerzijde staan het jaartal "1994", twee lauwertakken en een nummer op de onderste arm van het kruis.

Het kleinood aan de keten van de president van de Russische Federatie wijkt af van de standaard. De galopperende ruiter op het rode wapen is van zilver, heeft een zilveren in plaats van een blauwe mantel en heeft een halo die hem als een heilige identificeert. Hij vertrapt een zilveren draak waar in het Russische wapen een zwarte draak wordt verslagen.
Het kleinood wordt bij iedere graad iets kleiner en meet respectievelijk 60, 60, 50, 50 en 40 millimeter.
Militaire verdienste geeft recht op gekruiste zwaarden boven het kruis, maar niet op de ster.
- De ster van de orde heeft acht punten en is van zilver. In het midden is een blauw medaillon met een rode rand gelegd. Op de ring staat in gouden letters het motto "POL'ZA CHEST'I I SLAVA"van de orde en op het medaillon is de gouden adelaar uit het Russische wapen gelegd. De ster van de bijzondere klasse en de Eerste Klasse is 82 millimeter in doorsnede maar de ster van de Tweede Klasse meet slechts 72 millimeter.

- Het lint van de orde is bordeauxrood.

- De medaille van de orde is rond en gedeeltelijk geëmailleerd.

## Draagwijze
Anders dan in de dagen van de Sovjet-Unie, toen men onderscheidingen dagelijks droeg, draagt men de onderscheidingen nu alleen bij bijzondere gelegenheden. Er zijn geen damesversierselen voorzien zodat ook de vrouwelijke commandeurs een lint om de hals dragen en geen strik op de schouder. Er is geen ordekleding voorzien.

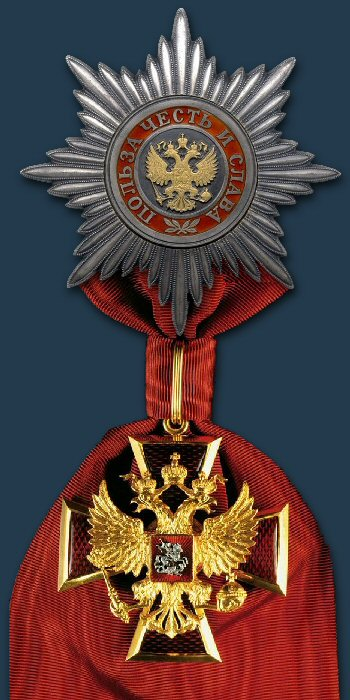
Ie Klasse Grootlint en ster
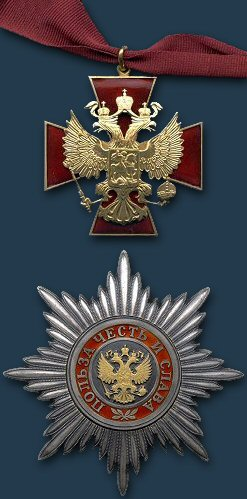
IIe Klasse Ster en commandeurskruis
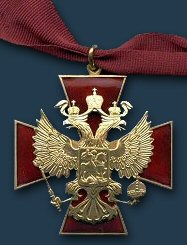
IIIe Klasse Commandeurskruis
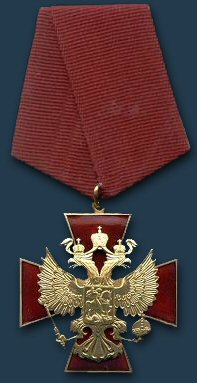
IVe Klasse Ridderkruis
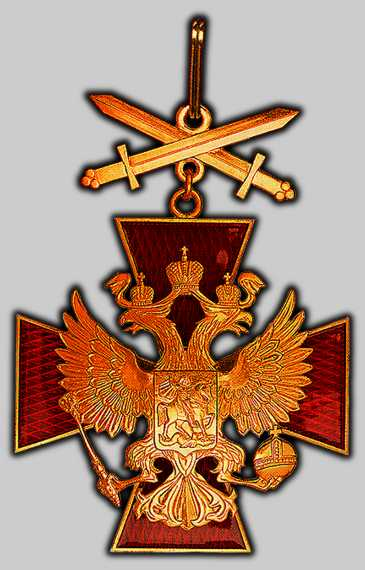
Kruis met zwaarden
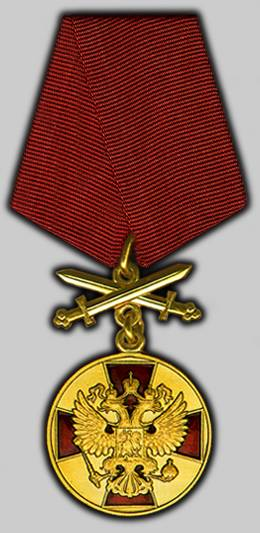
Medaille met zwaarden
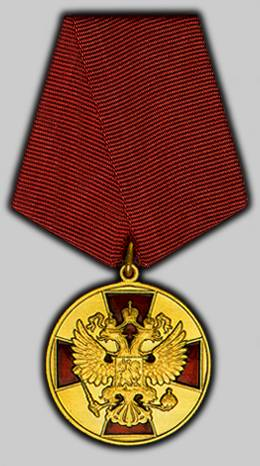
Medaille
Ilya Glazoenov met ster en grootkruis
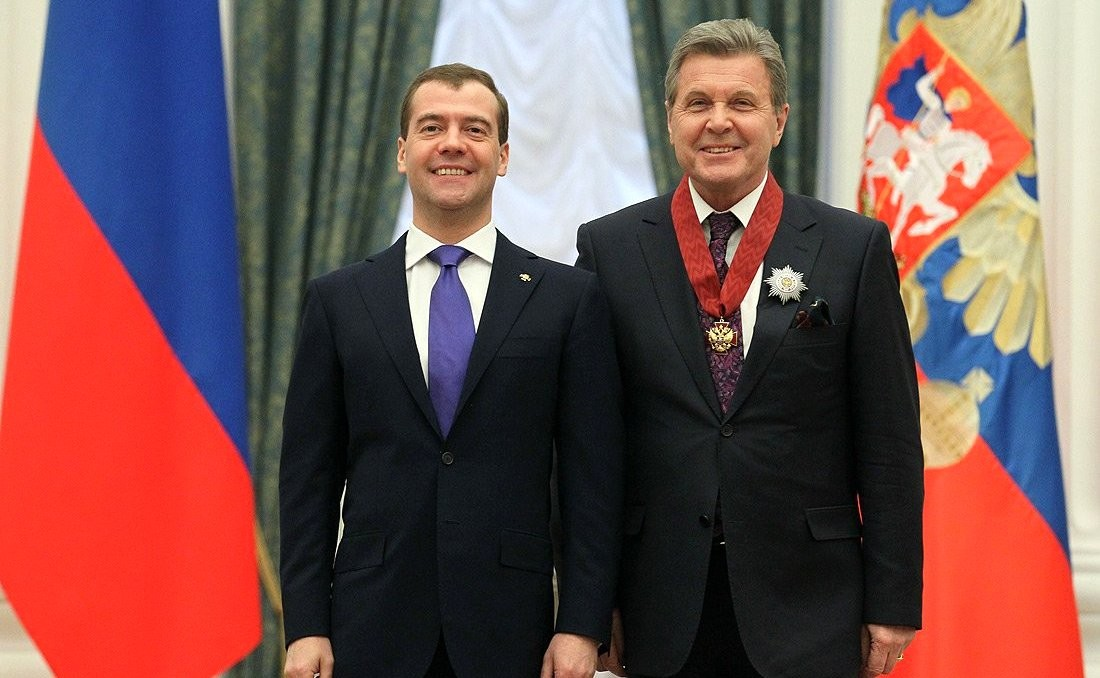
Lev Leshchenko met ster en commandeurskruis
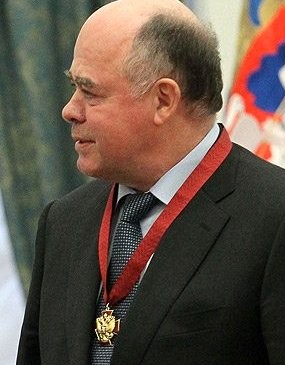
Victor Матросов met het commandeurskruis
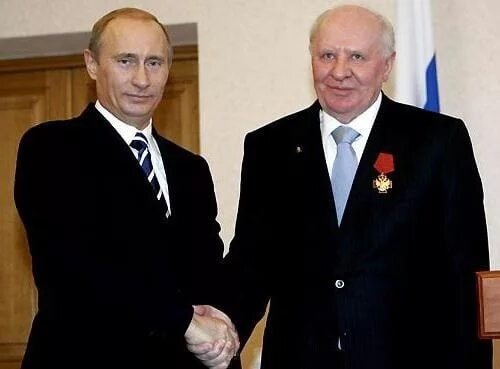
Yegor Stroyev met het ridderkruis